# Marelica
Marelica (znanstveno ime Prunus armeniaca) je drevo iz družine rožnic (Rosaceae) in rodu sliv (Prunus). Enako se imenuje tudi njen koščičast plod. 

## Opis
- Drevo: nizko do srednje visoko drevo s široko in gosto krošnjo, ki deluje okroglasta, čeprav se veje v neredu razraščajo na vse strani. Le redko zraste več kot od 6 do 8 metrov. Ima močno deblo in rjavo rdečo skorjo.
- Listi: listi srčaste oblike, na koncu koničasti in široki okoli 8 cm. Imajo dvojno narezan listni rob.
- Cvetovi: cvetovi so bele do rožnate barve.
- Sadež: sadež je koščičast (ima oranžno koščico), gladek in skorajda brez dlačic.

## Izvor in razprostranjenost
Marelica izvira iz severovzhodne Kitajske, blizu meje z Rusijo in ne iz Armenije, kot nakazuje latinsko ime. V Armenijo je prispela šele po 3000-letnem potovanju po osrednji Aziji. Rimljani so jo leta 70 pr. n. št. prenesli preko Anatolije po vsej Evropi.
Tradicionalna območja, kjer je bilo v preteklosti veliko nasadov marelic, so bila med drugim na Madžarskem – lastniki tamkajšnjih velikih nasadov so bili do svojega odhoda Turki. Gojenje marelic so na tem območju ponovno obudili v 19. stoletju. Številnejši nasadi so tudi v Sredozemlju (v Italiji in Španiji), pa tudi v severnejših območjih. Največji nasadi v svetu so v turški provinci Malatya ob Evfratu; okoli 95 % vseh marelic na evropskem trgu je uvoženih ravno iz Malatye.